# Benefici de Sant Segimon
El Benefici de Sant Segimon és una obra de les Preses (Garrotxa) inclosa a l'Inventari del Patrimoni Arquitectònic de Catalunya.

## Descripció
Edifici civil de forma allargada amb teulada a dues vessants. A la planta baixa el sostre està format per grans voltes. A la part posterior hi ha un pou de pedra de gran alçada adossat a l'edifici que conforma una galeria. La façana esquerra està formada per tres arcs semi tapiats i una eixida que conforma les golfes i un altre cos amb dos arcs a la part posterior.
El portal d'entrada està treballat en pedra i també hi ha una llinda amb una inscripció.

## Història
La casa fou construïda per un rector, Joan Verntallat, l'any 1531, com a Benefici de Sant Segimon, tal com es pot llegir a la inscripció de la llinda del portal d'entrada: "CASA DEL BENEFICI DE SANT SEGIMON FETA PER LO RECTOR JOAN VERNTALLAT ANY 1531".